# Военно-морской коммандос
«Военно-морской коммандос» (англ. The Naval Commandos, кит. трад. 海軍突擊隊, упр. 海军突击队, палл. Хай цзюнь ту цзи дуй) — военная драма 1977 года режиссёра Чжан Чэ, снятая им по сценарию Чжан Юнсяна. Главные роли исполнили Лю Юн, Ци Гуаньцзюнь, Ти Лун, Александр Фу Шэн, Дэвид Цзян и Ши Сы.

## Сюжет
ВМС Китая во главе с капитаном Лян Гуаньцинем пытается защитить свою береговую линию от нападения японцев. Они посылают своих коммандос на материк во главе с Цуй Ся, чтобы заручиться помощью, чтобы помешать японцам прежде, чем они нападут. Японские офицеры находятся в месте, принадлежащем Сун Саню и его телохранителю Сяо Люцзы, но оба они тайно работают на китайскую сторону. Коммандос заручаются поддержкой Сун и Сяо, чтобы убить японских офицеров и уничтожить их атакующие корабли.

## В ролях
| Актёр            | Роль                   |
| ---------------- | ---------------------- |
| Лю Юн            | вице-адмирал Ань Цибан |
| Ци Гуаньцзюнь    | капитан Ху Цзиндюань   |
| Ти Лун           | капитан Лян Гуаньцинь  |
| Александр Фу Шэн | Сяо Люцзы              |
| Дэвид Цзян       | Сун Сань               |
| Ши Сы            | Цуй Ся                 |
| Дэвид Тан        | капитан Ху             |
| Филип Куок       | сержант Шэ Гань        |
| Брюс Тхон        | сержант Шао Канфа      |
| Цзян Шэн         | сержант Цзян Пингуан   |
| Лу Фэн           | сержант Сюй Сянлинь    |
| Ань Пин          | майор Ли               |
| Чу Цзин          | г-жа Юй Жуньмэй        |
| Куок Саньхин     | медсестра Янь Юньхуа   |
| Шань Мао         | японский офицер Хирода |